# Наваждение Люмаса
Наваждение Люмаса (англ. The End of Mr. Y) — седьмой роман английской писательницы Скарлетт Томас.
Книга была номинирована на Orange Prize for Fiction в 2008 году, а также получила премию Nibbie Award за лучшую обложку. Было продано 150 тыс. копий.

## Сюжет
Эриел Манто (Ariel Manto) — молодая аспирантка, которая пишет диссертацию об английской литературе, интересуется мысленными экспериментами и увлекается загадочным писателем XIX века Томасом Люмасом. Спустя некоторое время после таинственного исчезновения её научного руководителя Сола Берлема, который также интересовался этим автором, случайным образом к ней в руки попадает чрезвычайно редкая и даже считающаяся проклятой книга Люмаса — «Наваждение». В книге Люмас раскрывает секрет перехода в другое измерение, которое он окрестил «тропосферой». Тропосфера является общим сознанием всех людей. Попадая в неё, человек обретает возможность читать мысли и даже путешествовать во времени. Не теряя времени, Эриел, пользуясь гомеопатическим рецептом, описанным в книге, создаёт необходимое снадобье и испытывает прелести путешествия на себе, но на этом приключения не заканчиваются: вскоре девушкой начинают интересоваться странные личности — бывшие сотрудники правительственных организаций, желающие заполучить книгу с целью узнать рецепт и использовать его в своих целях.

## Отзывы
Урсула ле Гуин в The Guardian охарактеризовала жанр романа как смесь фэнтези, научной фантастики и «церебро-триллера», претендующую на принадлежность к «большой литературе». Писательница оценила завязку романа как «классический фэнтезийный троп» и отметила, что богатый приключениями внетелесный опыт Ариэль больше всего напоминает описание некоей компьютерной игры, которое, впрочем, оживляет персонажи-мыши и мышиный бог Аполлон Сминфей.